# Wipptal
Wipptal je údolí vedoucí severojižním směrem v Centrálních krystalických Alpách v rakouském Severním Tyrolsku a italském Jižním Tyrolsku. Severní polovina je odvodňována řekou Sill a dále do Černého moře prostřednictvím říčního systému Dunaje, zatímco jižní polovina je odvodňována řekou Isarco a dále do Jaderského moře prostřednictvím říčního systému Adiže. Wipptal je rozdělen na dvě poloviny Brennerským průsmykem. Severní konec Wipptalu tvoří styk s údolím Inntal poblíž tyrolského hlavního města Innsbrucku; jižní hranici s údolím řeky Isarco (Eisacktal) tvoří buď úzký bod Sachsenklemme, nebo o něco jižněji místo, kde za pevností Franzensfeste ústí do Brixenské pánve.

## Poloha
Wipptal vede jižně od Innsbrucku podél řeky Sill, překračuje hlavní alpský hřeben u Brenneru (1370 m n. m.) a vede podél řeky Isarco u v Jižním Tyrolsku přes Sterzing do Sachsenklemme a Franzensfeste. Na severu se ústí do údolí Unterintal, na jihu pokračuje jako údolí řeky Isarco. Údolí Wipptal odděluje Stubaiské a Sarntalské Alpy na západě od Tuxských a Zillertalských Alp na východě.
Boční údolí s větším osídlením jsou (od severu k jihu) Stubaital, Gschnitztal, Obernbergtal, Pflerschtal a Ridnaun na západě a Navistal, Schmirntal, Valser Tal a Pfitsch na východě.

## Historie
Prvními známými obyvateli údolí Wipptal byli Breonové. Ti osídlili nízké horské terasy a náplavové kužely. Dlouhou dobu bylo údolí Wipptal kulturní, geografickou a politickou jednotkou v rámci diecéze Brixen a hrabství Tyrolsko. Současná hranice mezi Itálií a Rakouskem přes Brennerský průsmyk vznikla až po první světové válce, kdy v roce 1920 vstoupila v platnost Saintgermainská smlouva.

## Názvy
Název údolí pochází z římské pevnosti Vipitenum. Etymologie názvu je nejasná, ale jako pravděpodobná se jeví souvislost s doloženým etruským osobním jménem Vipiθenes. V raném středověku bylo nedaleko Vipitenum založeno dnešní město Sterzing jako nová bavorská osada. Údolí je poprvé zmiňováno jako "vallis Vuibitina" kolem roku 937–957 v kopiáři z Hochstiftu Freising. V roce 1166 je oblast zmiňována pod názvem "Wibetwald" v lenním a příjmovém rejstříku bavorských hrabat z Neuburg-Falkensteinu, takzvaném Codex Falkensteinensis. Další zmínky jsou Wibital kolem roku 1170 a Wiptal nebo Wibtal kolem roku 1200. Tyto zmínky se vztahují k oblasti kolem Sterzingu, ale tento termín se od 15. století používá pouze pro část severně od Brennerského průsmyku; v 16. století k okresu Wipptal patřily okresní dvory Sterzing a Steinach. Úsek od Innsbrucku po Brennerský průsmyk byl označován jako dolní Wipptal a úsek od Brennerského průsmyku na jih jako horní Wipptal.
Jihotyrolský úsek se někdy označuje také jako horní údolí Isarco (italsky Alta Valle Isarco). Pro úsek severně od Brennerského průsmyku se někdy používá termín Silltal, který v 19. století zavedli spisovatelé a učenci jako Johann Jakob Staffler, příležitostně se používá také termín Brennertal.

## Doprava
Díky nízké nadmořské výšce Brennerského průsmyku bylo údolí Wipptal dlouho jednou z nejdůležitějších severojižních dopravních tras přes Alpy. V době Římské říše spojovala provincii Raetie se severní Itálií silnice Via Raetia, podél níž se nacházely silniční stanice Matreium a Vipitenum. Dnes tudy vede Brennerská silnice neboli Brennerská státní silnice, Brennerská železnice, která byla otevřena v roce 1867, a Brennerská dálnice s nejvýraznější stavbou, mostem Evropa. Jihotyrolským úsekem prochází cyklostezka "Brenner–Salorno".
Brennerská dálnice (A13 severně od Brenneru, A22 jižně od něj) je nejdůležitějším a nejvytíženějším severojižním přechodem Alp a leží na trase Mnichov–Verona. Obyvatelé údolí Wipptal si již léta stěžují na přetížení dopravy, zejména nákladní silniční dopravou. Brennerský úpatní tunel, který se v současné době staví, by měl místním obyvatelům ulevit.

## Obce
Ve Wipptalu se nacházejí následující obce od severu k jihu:
- Patsch
- Ellbögen
- Matrei am Brenner
- Steinach am Brenner
- Gries am Brenner
- Brenner
- Sterzing
- Freienfeld
- Franzensfeste

V bočních údolích se nachází:
- Navis
- Trins
- Gschnitz
- Schmirn
- Valles
- Obernberg am Brenner
- Pfitsch
- Ratschings